# Elisa Longo Borghini
Elisa Longo Borghini (* 10. Dezember 1991 in Ornavasso) ist eine italienische Radrennfahrerin. Als Allrounderin zählt sie zu den weltbesten Fahrerinnen der 2010er und 2020er Jahre.

## Sportliche Laufbahn
2006 wurde Elisa Longo Borghini Dritte der italienischen Straßenmeisterschaft der Jugend. 2011 fuhr sie für das Team Top Girls Fassa Bortolo, in diesem Jahr fuhr sie erstmals den Giro d’Italia Donne. Bei den Straßenradsport-Europameisterschaften belegte sie Platz sechs im Straßenrennen der U23 und Platz acht im Einzelzeitfahren. 2012 wechselte sie zu Hitec Products. Sie wurde italienische Vize-Meisterin im Einzelzeitfahren und gewann die Nachwuchswertungen des Giro und der Thüringen-Rundfahrt; bei letztere gewann sie auch eine Etappe. Am Ende der Saison kam ihr Talent endgültig zum Vorschein, zunächst beim Abschlussrennen des Straßen-Weltcups 2012, dem Grand Prix de Plouay, wo sie mit Marianne Vos und Tiffany Cromwell eine Spitzentrio bildete und schließlich Dritte wurde. Bei der Straßen-WM 2012 war Longo Borghini ebenfalls Teil einer kleinen Spitzengruppe, hatte aber dem Antritt von Vos am Cauberg nichts entgegenzusetzen und wurde Dritte.
2013 erzielte Longo Borghini ihren ersten Weltcupsieg in der Trofeo Alfredo Binda, die sie bei Dauerregen mit fast zwei Minuten vor der Konkurrenz gewann. Bei Flèche Wallonne wurde sie Zweite; überhaupt war sie ab diesem Zeitpunkt in fast allen großen Etappen- und Eintagesrennen unter den besten Zehn zu finden. Bei den italienischen Meisterschaften des Jahres stürzte sie jedoch in einer Abfahrt und zog sich einen Beckenbruch zu. 2014 wurde sie erstmals italienische Meisterin im Einzelzeitfahren und gewann zudem die Tour de Bretagne Féminin und die Trophée d’Or Féminin.
Im Frühjahr 2015 hatte Longo Borghini, nunmehr für Wiggle fahrend, ihren zweiten Weltcup-Erfolg bei der Flandern-Rundfahrt, die sie durch ein Solo von 35 Kilometern gewann. Im weiteren Verlauf der Saison siegte sie in der Route de France Féminine und beim Giro dell’Emilia. Bei den Weltmeisterschaften in Richmond wurde sie im Sprint einer kleinen Spitzengruppe Vierte. 2016 gewann sie erstmals die italienischen Landesmeisterschaften im Straßenrennen. Im olympischen Straßenrennen 2016 fand sie sich im Finale des Rennens in einer dreiköpfigen Verfolgergruppe hinter Mara Abbott. Auf dem Schlusskilometer fuhr Longo Borghini allein die Lücke von zehn Sekunden auf Abbott zu, wurde dann aber von Anna van der Breggen und Emma Johansson überspurtet und gewann Bronze. Auch bei den erstmals in der Elite ausgetragenen Straßenradsport-Europameisterschaften 2016 wurde sie Dritte. 2017 entschied sie das Rennen Strade Bianche für sich, wurde italienische Doppel-Meisterin im Straßenrennen und im Einzelzeitfahren und Zweite beim Giro Donne.
2018 und 2019 erzielte Longo Borghini weiterhin viele Spitzenpositionen, konnte aber keine der großen Rennen gewinnen. 2018 holte sie die Bergwertung der Women’s Tour und das Straßenrennen bei den Mittelmeerspielen. Am Jahresende wechselte sie von ihrem Team Wiggle-High5, das eingestellt wurde, zum neu gegründeten Team Trek-Segafredo. In ihrer ersten Saison für Trek siegte sie beim baskischen Rennen Emakumeen Bira und errang mit der italienischen Nationalmannschaft bei der Mixed-Staffel der Straßen-Europameisterschaften Bronze. Mit Trek-Segafredo gewann sie das Mannschaftszeitfahren beim Open de Suède Vårgårda.
In der durch die Corona-Pandemie stark beeinflussten Saison 2020 gewann Longo Borghini erstmals nach drei Jahren wieder die Landesmeisterschaften, in beiden Disziplinen. Bei den Europameisterschaften unterlag sie Annemiek van Vleuten im Sprint um Gold, wie auch bei den Weltmeisterschaften im Kampf um Silber. Beim Giro Donne war sie Dritte. 
Im Frühjahr 2021 entschied Elisa Longo Borghini den Trofeo Alfredo Binda für sich, und sie errang ihren achten nationalen Titel. Bei den Olympischen Spielen in Tokio gewann sie – wie schon 2016 – die Bronzemedaille im Straßenrennen. Mit der italienischen Mixed-Staffel wurde sie Europameisterin und Dritte bei den Weltmeisterschaften. Sie selbst wurde Dritte bei der ersten Austragung von Paris–Roubaix Femmes. 2022 gewann sie dieses Rennen, war Vierte beim Giro, Sechste in der Erstausgabe der Tour de France Femmes und Zweite in der Ceratizit Challenge, dem Vorläufer der Vuelta Femenina.
Zu Beginn der Saison 2023 gewann sie die Gesamtwertung der UAE Tour durch einen Etappensieg auf Dschabal Hafit, bei dem sie und ihre jüngere Teamkollegin Gaia Realini die Konkurrenz hinter sich ließen und gemeinsam ins Ziel kamen, wobei Longo Borghini auf Anweisung der sportlichen Leitung den Etappen- und Gesamtsieg überlassen bekam. Bei Lüttich–Bastogne–Lüttich unterlag sie ein weiteres Mal im Sprint um einen großen Sieg, diesmal gegen Demi Vollering. Beim Giro Donne lag sie nach einem Etappensieg auf dem zweiten Platz der Gesamtwertung, als sie auf der fünften Etappe in einer Abfahrt schwer zu Fall kam und die Rundfahrt aufgeben musste. Auch die Tour de France Femmes 2023 musste sie aufgeben, diesmal wegen einer Infektion.
Im Frühjahr 2024 gewann Longo Borghini ihre zweite Flandern-Rundfahrt, wobei sie auf dem Paterberg durch eine Attacke zu einem Spitzenduo aufschloss, das aus ihrer Mannschaftskameradin Shirin van Anrooij sowie Katarzyna Niewiadoma bestand. Van Anrooij zog in der Schlussphase den Sprint für Longo Borghini an, den sie gewann. Bei Lüttich–Bastogne–Lüttich wurde sie wie im Vorjahr Zweite, als Grace Brown auf den letzten Metern an ihr vorbeizog. Bei den italienischen Meisterschaften war sie die schnellste im Einzelzeitfahren, wurde aber von der Jury mit einer Zeitstrafe belegt, da ihr Begleitfahrzeug nicht den nötigen Abstand eingehalten hatte. Für den entgangenen Titel revanchierte sie sich zwei Tage später mit einem Solo von 26 Kilometern zum Sieg bei den Meisterschaften im Straßenrennen. Im Giro Donne 2024 führte sie das Rennen nach einem Auftaktsieg im Zeitfahren ununterbrochen an, doch vor der letzten Etappe betrug ihr Vorsprung im Gesamtklassement nur eine Sekunde auf Lotte Kopecky. Auf den letzten hundert Metern des Schlussanstiegs konnte Longo Borghini ihre Konkurrentin hinter sich lassen und gewann so, bei ihrer 13. Teilnahme, erstmals den Giro. Zwei Wochen später kam sie bei den Olympischen Spielen im Einzelzeitfahren und im Straßenrennen jeweils unter die besten Zehn. Bei den folgenden Weltmeisterschaften in Zürich attackierte sie kurz vor dem Ziel mehrfach aus einer kleinen Spitzengruppe heraus, wurde aber wieder eingeholt und gewann zum dritten Mal eine WM-Bronzemedaille. Kurz danach gab sie nach sechs Jahren bei Trek-Segafredo bzw. Lidl-Trek ihren Wechsel zu UAE Team ADQ ab 2025 bekannt.

## Familie
Sie ist eine jüngere Schwester des ehemaligen Radrennfahrers Paolo Longo Borghini. Ihre Mutter ist die ehemalige Skilangläuferin Guidina Dal Sasso. Im Oktober 2023 heiratete Elisa Longo Borghini den italienischen Rennfahrer Jacopo Mosca.

## Erfolge
2012
- Weltmeisterschaften – Straßenrennen
- Europameisterschaften (U23) – Einzelzeitfahren
- Nachwuchswertung Giro d’Italia Donne
- eine Etappe und Nachwuchswertung Internationale Thüringen Rundfahrt

2013
- Trofeo Alfredo Binda
- eine Etappe und Bergwertung Emakumeen Bira

2014
- Italienische Meisterin – Einzelzeitfahren
- Gesamtwertung, Prolog, eine Etappe und Bergwertung Tour de Bretagne Féminin
- Gesamtwertung und eine Etappe Trophée d’Or Féminin
- Nachwuchswertung Boels Rentals Ladies Tour

2015
- Flandern-Rundfahrt
- Gesamtwertung und zwei Etappen Route de France Féminine
- Giro dell’Emilia Donne

2016
- Italienische Meisterin – Einzelzeitfahren
- Bergwertung Giro d’Italia Donne
- Olympische Spiele – Straßenrennen
- Europameisterschaften – Straßenrennen
- Giro dell’Emilia Donne

2017
- Strade Bianche
- Italienische Meisterin – Straßenrennen, Einzelzeitfahren

2018
- Bergwertung The Women’s Tour
- Mittelmeerspiele – Straßenrennen

2019
- Gesamtwertung, Punktewertung, Bergwertung und eine Etappe Emakumeen Bira
- Europameisterschaft – Mixed-Staffel
- Open de Suède Vårgårda – Mannschaftszeitfahren

2020
- Italienische Meisterin – Straßenrennen, Einzelzeitfahren
- Europameisterschaft – Straßenrennen
- Weltmeisterschaft – Straßenrennen
- eine Etappe und Mannschaftszeitfahren Giro d’Italia Femminile

2021
- Trofeo Alfredo Binda
- Italienische Meisterin – Einzelzeitfahren, Straßenrennen
- Mannschaftszeitfahren Giro d’Italia Femminile
- Olympische Spiele – Straßenrennen
- Grand Prix de Plouay-Bretagne
- Europameisterin – Mixed-Staffel
- Weltmeisterschaft – Mixed-Staffel

2022
- Paris–Roubaix Femmes
- Gesamtwertung und eine Etappe The Women’s Tour
- eine Etappe Madrid Challenge by La Vuelta (Mannschaftszeitfahren)
- Italienische Meisterin – Einzelzeitfahren
- Weltmeisterschaften – Mixed-Staffel
- Giro dell’Emilia Donne
- Tre Valli Varesine

2023
- Gesamtwertung und eine Etappe UAE Tour
- Italienische Meisterin – Einzelzeitfahren, Straßenrennen
- eine Etappe Giro d’Italia Donne

2024
- Trofeo Oro in Euro
- Flandern-Rundfahrt
- Brabantse Pijl
- Italienische Meisterin – Straßenrennen
- Gesamtwertung und eine Etappe Giro Donne
- Weltmeisterschaften – Straßenrennen, Mixed-Staffel
- Giro dell’Emilia Donne

2025
- Gesamtwertung und eine Etappe UAE Tour
- Dwars door Vlaanderen
- Brabantse Pijl
- Italienische Meisterin – Einzelzeitfahren
- Gesamtwertung Giro Donne